# Зак Винерсмит
Закари Александер Винерсмит (енгл. Zachary Alexander Weinersmith; 5. март 1982) амерички је стрип аутор, најпознатији по веб-стрипу (webcomic) "Суботњи лаки доручак" (Saturday Morning Breakfast Cereal) који црта од 2002. Овај дневни стрип нема сталне ликове ни причу, а такође ни фиксни формат. Неке приче се састоје од само једне табле, а друге од десет или више табли.
Винер се одлучио да не робује задатим клишеима у штампаном и интернет - стрипу. Омиљене теме су му суперхероји, љубав, наука, атеизам, Бог, смисао живота и друго.
Винер је сценариста још два интернет-стрипа: "Капетан глуперда" (Captain Stupendous), који црта Крис Џоунс (Christopher Jones) и "Пахуљице" (Snowflakes), као косценариста са Џејмсом Ешбијем (James Ashby), који такође црта Крис Џоунс. Године 2009. је са Џејмсом Ешбијем и Мартијем Винером основао глумачку трупу "SMBC Theater" у којој глуми у скечевима (кратким хумористичким формама).